# Champion System-MAX Success Sports/Saison 2010
Dieser Artikel listet Erfolge und Mannschaft des Radsportteams Champion System-MAX Success Sports in der Saison 2010 auf.

## Saison 2010

### Zugänge – Abgänge
| Zugänge     | Team 2009                      | Abgänge       | Team 2010 |
| ----------- | ------------------------------ | ------------- | --------- |
| Pengda Jiao | Qinghai Tianyoude Cycling Team | Yongtai Wang  | Unbekannt |
| En Huang    | Neoprofi                       | Saifei Xue    | Unbekannt |
| Jiang Kun   | Neoprofi                       | Yongsheng Yan | Unbekannt |
| Pengfei Qi  | Neoprofi                       | Jiajie Yang   | Unbekannt |
|             |                                | Yujian Zhao   | Unbekannt |

### Mannschaft
| Name          | Geburtstag        | Nationalität        |
| ------------- | ----------------- | ------------------- |
| En Huang      | 23. November 1988 | Volksrepublik China |
| Guo Hui       | 29. August 1982   | Volksrepublik China |
| Jiang Kun     | 13. Dezember 1989 | Volksrepublik China |
| Pengda Jiao   | 13. Juni 1986     | Volksrepublik China |
| Hao Liu       | 7. November 1988  | Volksrepublik China |
| Pengfei Qi    | 9. Dezember 1899  | Volksrepublik China |
| Lei Sun       | 8. Oktober 1988   | Volksrepublik China |
| Jiong Wang    | 30. August 1991   | Volksrepublik China |
| Gang Xu       | 28. Januar 1984   | Volksrepublik China |
| Mingxing Xue  | 20. Februar 1981  | Volksrepublik China |
| Hui Zhang     | 28. Mai 1989      | Volksrepublik China |
| Ruisong Zhang | 1. Juli 1989      | Volksrepublik China |